# Felice Anerio
Felice Anerio (1560 – 26 septembre ou 27, 1614) est un compositeur Italien de la fin de la Renaissance et du début de la période dite Baroque. Il appartient à l'École romaine des compositeurs. Il est le frère aîné d'un autre compositeur important et légèrement plus moderniste, de la même période, Giovanni Francesco Anerio.

## Biographie
Felice Anerio est né à Rome et y reste sa vie entière. Élève du maître de chapelle Nanini, il chante à la basilique Sainte-Marie-Majeure (sous sa direction à partir de 1571), comme soprano-garçon (enfant chantant la partie aiguë dans le chœur professionnel réunissant adultes et jeunes garçons), puis à la « Cappella Giulia » du Vatican, sous la direction de Giovanni Pierluigi da Palestrina, le tout de 1568 à 1577. À cette date, sa voix a mué et il commence à chanter haute-contre. Il est alors embauché à Saint-Louis des Français, autre église importante de Rome, jusqu'en 1584, d'abord sous la direction de Nanini, puis de Francesco Soriano à partir de 1581. Dans le même temps, il commence à composer, en particulier des madrigaux ; c'est l'une des quelques périodes de sa vie où il écrit de la musique profane. Il est probablement influencé par Luca Marenzio, qui est alors très connu et qui vit à Rome à l'époque où Anerio commence à composer.
En 1584, Anerio est nommé maestro di cappella (maître de musique, donc maître du chœur) au Collegio degli Inglesi (un séminaire jésuite). Il démissionne de sa charge au bout d'un an. Il semble également avoir été maître de chœur dans une autre société, regroupant les principaux musiciens de Rome, appelée Vertuosa Compagnia dei Musici di Roma (littéralement : « Vertueuse compagnie des musiciens de Rome »). Ces différentes positions lui donnent de nombreuses occasions d'exercer ses talents de compositeur, la composition étant une des obligations du maître. Témoins de cette période ses canzonette, ses madrigaux, les chœurs d'une Passion chantée en italien (et non en latin), et déjà de la musique religieuse. En 1594, il succède à Palestrina en tant que compositeur officiel du chœur papal (la Chapelle Sixtine), qui est la position la plus en vue à Rome pour un compositeur. Ensuite, à partir de 1604, il dirige la musique de la chapelle du duc Giovanni Angelo Altemps, pour laquelle il écrit plusieurs œuvres, restées inédites.
En 1607 ou peu après, il devient prêtre (un chemin de carrière habituel pour un compositeur d'église, à Rome, aussi bien qu'ailleurs en Europe). En même temps, avec Francesco Soriano, cet autre compositeur de l'école romaine, qui a été son maître de chœur, il aide à réformer les répons du Graduel romain. Cette activité (d'abord confiée à Palestrina et Annibale Zoilo) est consécutive au Concile de Trente et à la Contre-Réforme catholique. Leur travail aboutit à l'édition dite « médicéenne » (Graduale de tempore, 1614-1615), qui affectera profondément le plain-chant, en particulier du point de vue rythmique.

## Œuvres
Anerio est un compositeur issu de la grande tradition franco-flamande, qui a dominé l'Europe musicale dès le XVe siècle. En Italie, à l'époque d'Anerio, on la nomme la « prima pratica », par opposition avec la « seconda pratica », celle qui donne naissance à la musique qu'on appelle de nos jours « baroque ». Son contemporain Claudio Monteverdi (qui crée ces deux expressions) est un maître des deux pratiques. Anerio, quant à lui, a en grande partie utilisé, comme point de départ, le modèle post-tridentin donné par son prédécesseur Giovanni Pierluigi da Palestrina, du moins après sa période de jeunesse où il écrit des œuvres profanes telles que des madrigaux et des canzonette. Par sa maîtrise du langage musical polyphonique et des techniques d'écriture linéaire il parvient à atteindre une réelle intensité expressive personnelle. Une certaine influence des mouvements modernistes italiens du nord est évidente - bien qu'elle soit atténuée chez lui - quand on regarde l'usage qu'il fait de doubles chœurs (l'écriture polychorale était la norme à Venise). Cette influence moderniste se manifeste aussi dans des passages homophoniques déclamatoires au rythme rapide et dans les épisodes mélodiques très dynamiques de la ligne de basse (influencée par la technique, encore en pleine maturation, de la monodie accompagnée, et bientôt, de la basse continue). En outre il aime aussi varier les effectifs employés, alternant au cours d'une même œuvre le grand chœur et les petits groupes de deux ou trois voix, autre trait moderniste des écoles du nord de l'Italie (ce trait est encore plus évident, par exemple, dans la musique du grand créateur que fut Claudio Monteverdi).
Dans ses dernières productions l'influence de Viadana est évidente (ce dernier est le principal auteur à avoir, à cette époque, développé l'usage de la basse continue). Mais Anerio est toujours resté fidèle au modèle de Palestrina, dans son écriture mélodique et harmonique. Anerio n'a écrit aucune musique purement instrumentale connue.
Beaucoup de Magnificat, d'hymnes, de motets et d'autres œuvres sont publiés par Carl Proske dans sa Musica Divina (1854).
Autres œuvres de Felice Anerio :

### Œuvres vocales sacrées
- Deux livres de Madrigali Spirituali (« Madrigaux spirituels », à 5 voix ; l'un et l'autre : Rome, 1585)
- Deux livres d'hymnes sacrées à 5 et 8 voix (Venise, 1596 ; Rome, 1602)
- Répons pour la Semaine Sainte (à 4 voix, Rome, 1606)
- Un Stabat Mater à 12 voix, qui fut attribué à Palestrina
- Missa sopra la Battaglia (« Messe sur la Bataille », c'est-à-dire sur la célèbre chanson de Clément Janequin)
- Une Missa pro defunctis à 5 voix (« Messe pour les Défunts » ou « Messe de Requiem », 1614)
- 13 Canzonette spirituali (« Canzonette spirituelles »); des Concerti spirituali (1593), 12 motets, dont beaucoup à 8 voix; psaumes, litanies, des faux-bourdons et d'autres travaux, beaucoup d'entre eux avec basse continue
- Madrigaux, chœurs, pièces pour voix solo à destination d'une Passio de Nostro Signore in verso heroico[1] (« Passion de Notre Seigneur, en vers héroïque »[2], Viterbo, 1604)

### Œuvres vocales profanes
- Un livre de canzonette à 4 voix (1586)
- Cinq livres de madrigaux (l'un d'eux est perdu) (5 voix : 1587 ; 6 voix : 1590 ; 3 voix : 1598 ; 1602 ; inconnu)
- Divers autres madrigaux non inclus dans les publications principales

## Sources et lectures associées
- (en) Gustave Reese, Music in the Renaissance, New York, W.W. Norton & Co., 1954 (ISBN 0-393-09530-4)
- (en) Manfred Bukofzer, Music in the Baroque, New York, W.W. Norton & Co., 1947, 489 p. (ISBN 0-393-09745-5)
- article dans (en) The New Grove Dictionary of Music and Musicians, Londres, Stanley Sadie. 20 vol. Macmillan Publishers Ltd., 1980, 878 p. (ISBN 1-56159-174-2), « Felice Anerio »